# Museo de la Nación

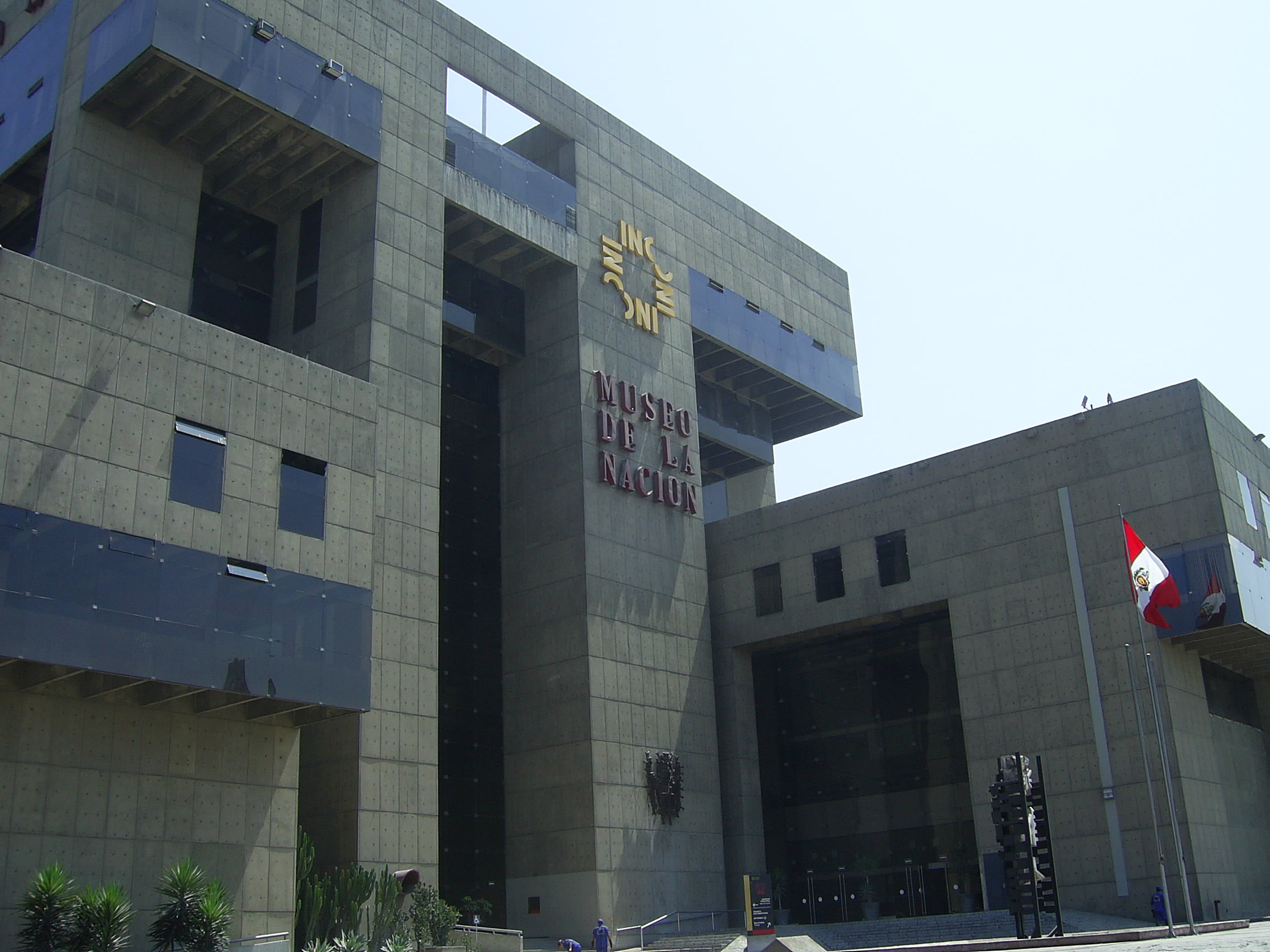
Museumseingang

Museo de la Nación ist ein peruanisches Museum in Lima.
Das Museum widmet sich der Geschichte Perus. Im Museum befinden sich Artefakte aus dem gesamten Zeitraum der menschlichen Besiedlung im Bereich Perus, eingeschlossen eine bedeutende Sammlung aus Moche-, Nazca- und Wari-Keramiken. Des Weiteren sind im Museum Kopien von vielen bekannten antiken präkolumbianischen Andenartefakten, insbesondere der Lanzón von Chavín de Huantar und eine Nachbildung der Grabkammer des El Señor de Sipán. Im 6. Stockwerk findet sich eine von der Kommission für Wahrheit und Versöhnung erarbeitete Fotografieausstellung Yuyanapaq. Para Recordar, die sich mit dem Bürgerkriegskonflikt (1980–2000) in Peru beschäftigt. Das Museum befindet sich an der Av. Javier Prado Este 2465, San Borja und wurde am 1. März 1990 eröffnet.

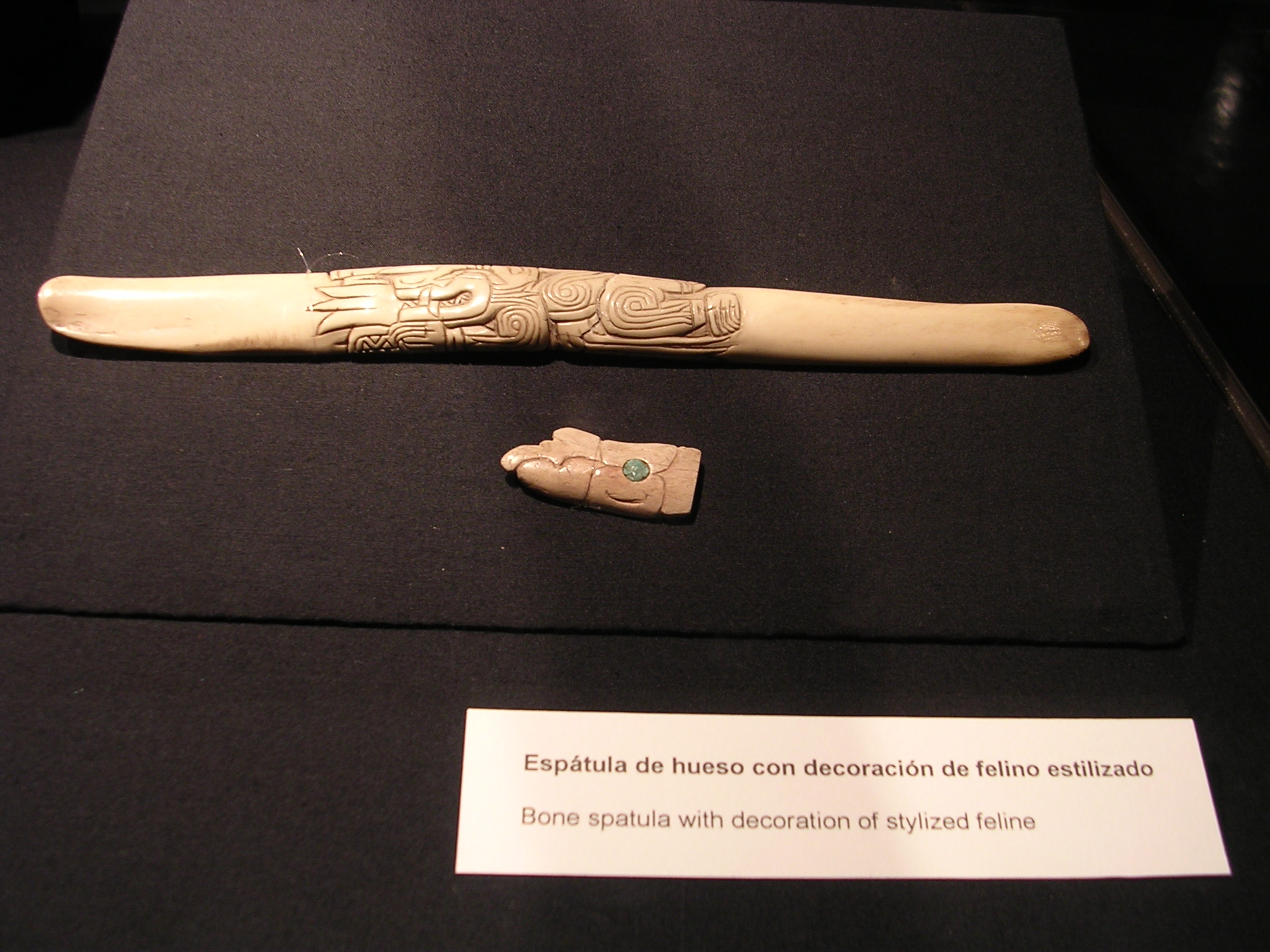
Präkolumbianische Kunst aus Knochen
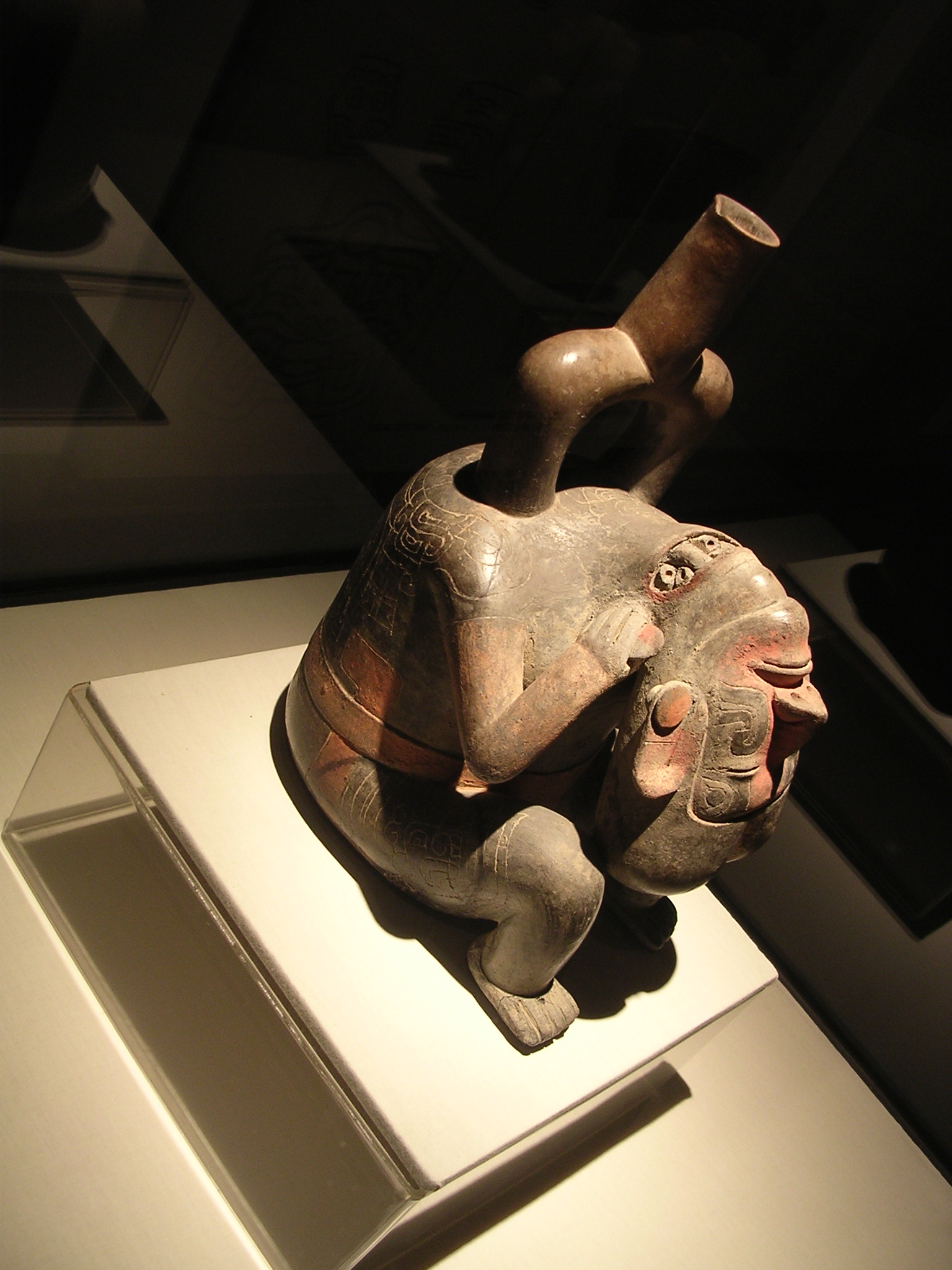
Präkolumbianischer Jug in der Form eines Mannes
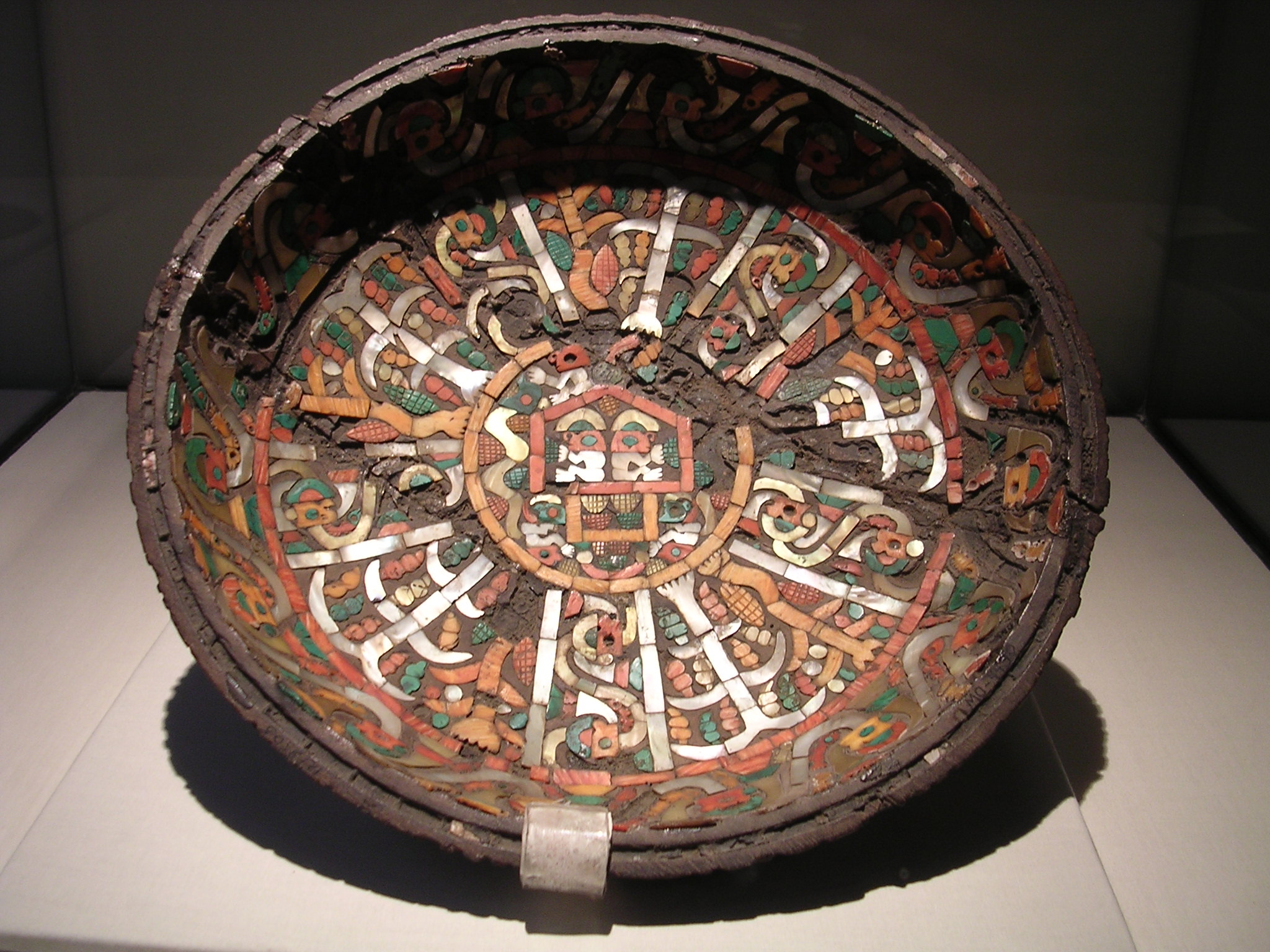
Schüssel mit Mosaikdesign
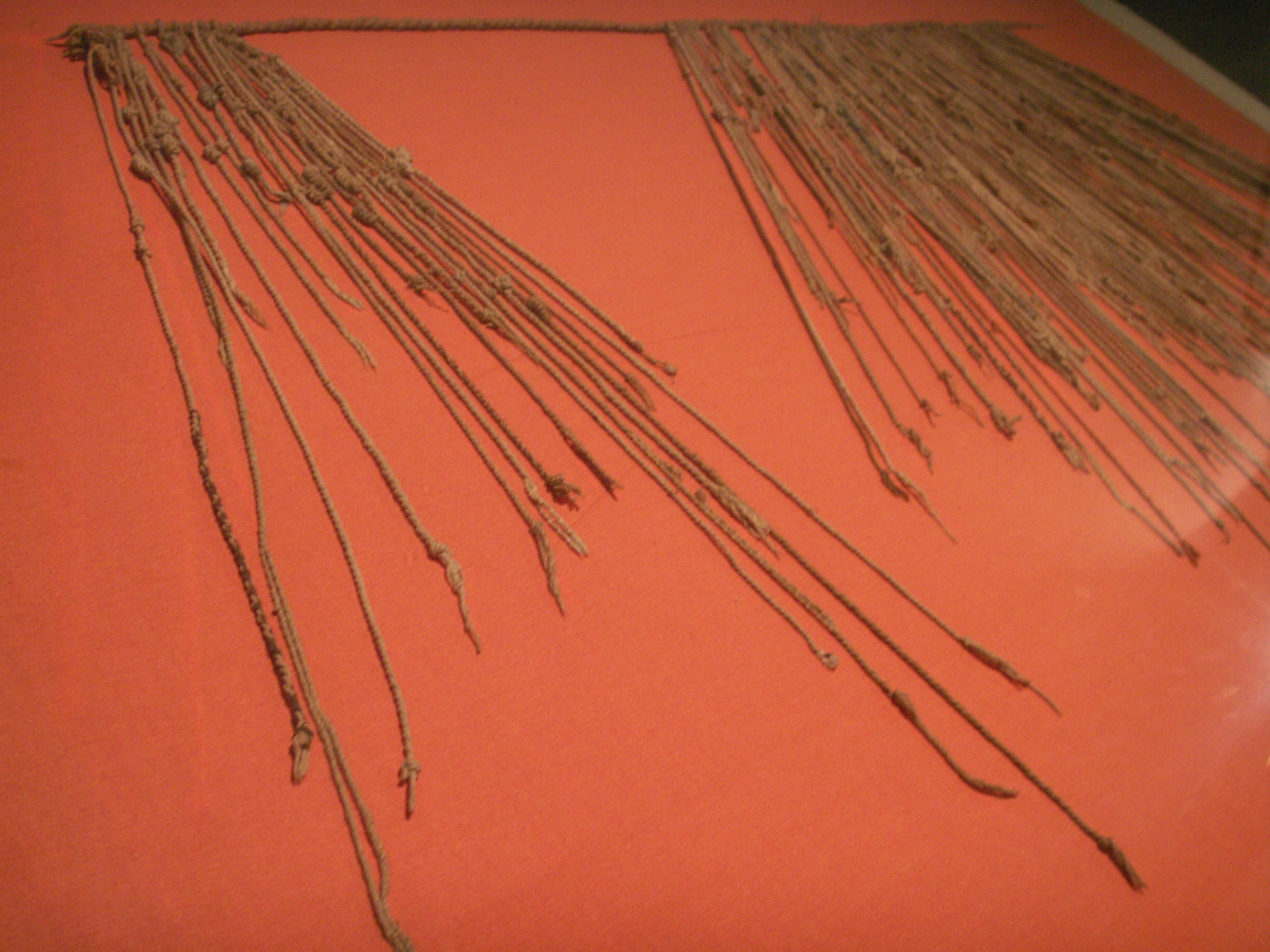
Ein Inka Quipu.
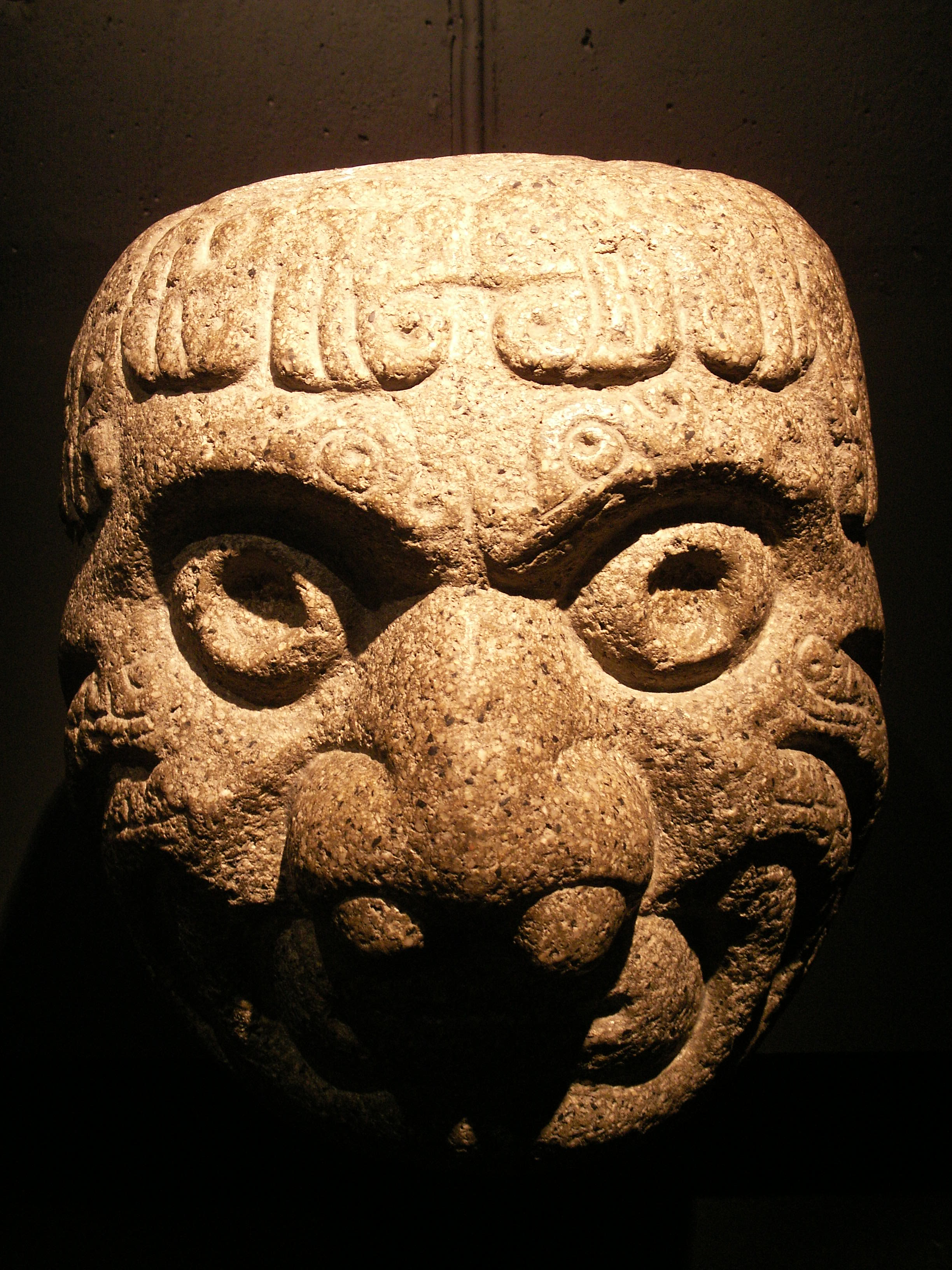
Eine Chavin-Figur